# Relazione d'ordine
In matematica, più precisamente in teoria degli ordini, una relazione d'ordine  di un insieme è una relazione binaria tra elementi appartenenti all'insieme che gode delle seguenti proprietà:
- riflessiva;
- antisimmetrica;
- transitiva.

Si definisce insieme parzialmente ordinato (oppure ordine) la coppia costituita da un insieme e da una relazione d'ordine su di esso. Le relazioni d'ordine si indicano spesso con i simboli {\displaystyle \leq }, {\displaystyle \subseteq }, {\displaystyle \sqsubseteq } e {\displaystyle \preccurlyeq }.
In lingua inglese un insieme parzialmente ordinato è anche detto concisamente poset (Partially Ordered Set), e questo termine è usato gergalmente anche nella lingua italiana.

## Definizione
Dati due insiemi {\displaystyle A} e {\displaystyle B}, il loro prodotto cartesiano è l'insieme delle coppie ordinate definito nel modo seguente:
{\displaystyle A\times B:=\{(a,b):a\in A{\text{ e }}b\in B\}.}
Si definisce relazione binaria su un insieme {\displaystyle A} un sottoinsieme {\displaystyle R} del prodotto cartesiano {\displaystyle A\times A}. Due elementi {\displaystyle x} e {\displaystyle y} sono messi in relazione da {\displaystyle R} se:
{\displaystyle (x,y)\in R}
e in tal caso si scrive {\displaystyle xRy}.
Una relazione d'ordine {\displaystyle \leq } è una relazione binaria tra elementi di un insieme {\displaystyle A} riflessiva, antisimmetrica e transitiva.
Esplicitamente, tale relazione soddisfa le seguenti proprietà:
{\displaystyle x\leq x,\qquad \forall x\in A;}
{\displaystyle [x\leq y\land y\leq x]\implies x=y,\qquad \forall x,y\in A;}
{\displaystyle [x\leq y\land y\leq z]\implies x\leq z,\qquad \forall x,y,z\in A.}
Le relazioni d'ordine si indicano spesso con i simboli {\displaystyle \leq }, {\displaystyle \subseteq }, {\displaystyle \sqsubseteq } e {\displaystyle \preccurlyeq }.
La coppia {\displaystyle (A,\leq )} costituita da un insieme e da una relazione d'ordine su di esso si dice insieme parzialmente ordinato o semplicemente ordine, da non confondere con il termine più specifico insieme totalmente ordinato.

### Primi esempi
Esempi ben noti di insiemi parzialmente ordinati sono:
- gli insiemi numerici {\displaystyle \mathbb {N} }, {\displaystyle \mathbb {Z} }, {\displaystyle \mathbb {Q} }, {\displaystyle \mathbb {R} } muniti della relazione d'ordine totale standard {\displaystyle aRb\Leftrightarrow a\leq b};
- l'insieme {\displaystyle \mathbb {N} \backslash \{0\}} munito della relazione di divisibilità {\displaystyle aRb\Leftrightarrow a|b} (cioè {\displaystyle a} è un divisore di {\displaystyle b}).

Una qualunque famiglia di insiemi munita della relazione di inclusione {\displaystyle aRb\Leftrightarrow a\subseteq b} (cioè {\displaystyle a} è sottoinsieme di {\displaystyle b})

### Preordinamento
Se la relazione {\displaystyle \leq } soddisfa la proprietà riflessiva e transitiva (ma non necessariamente la proprietà antisimmetrica), si dice che induce un preordinamento. In tal caso, si hanno elementi dell'insieme equivalenti dal punto di vista della relazione (ossia vale sia che {\displaystyle a\leq b} sia che {\displaystyle b\leq a}) pur essendo distinti, {\displaystyle a\neq b}.
Tale preordinamento è detto essere totale o lineare se per ogni coppia {\displaystyle a,b} si può stabilire se valga {\displaystyle a\leq b}, {\displaystyle b\leq a} o entrambe, così che tutte le coppie di elementi siano confrontabili; altrimenti si parla di preordinamento parziale.

## Ordine largo e ordine stretto
Alcuni autori definiscono relazione d'ordine "stretto" una relazione {\displaystyle (A,<)} che soddisfi le proprietà antiriflessiva, antisimmetrica e transitiva (o, equivalentemente e più concisamente, le proprietà asimmetrica e transitiva), e quindi chiamano relazione d'ordine "largo" la relazione d'ordine {\displaystyle (A,\leq )}. L'ordine stretto mira a concentrarsi sulla asimmetria della relazione, non considerando la riflessività.
Benché le due definizioni siano distinte, il loro studio non presenta grosse differenze, in quanto tra le due classi di relazioni sussiste una corrispondenza biunivoca molto semplice.
Sia {\displaystyle A} un insieme e denotiamo con {\displaystyle \Delta (A)} la diagonale di {\displaystyle A\times A}, cioè {\displaystyle \Delta (A):=\{(x,x):x\in A\}}, allora ad ogni relazione d'ordine largo {\displaystyle (A,\leq )} è associata la relazione d'ordine stretto {\displaystyle (A,\leq )\setminus \Delta (A)}; viceversa ad ogni relazione d'ordine stretto {\displaystyle (A,<)} è associata la relazione d'ordine largo {\displaystyle (A,<)\cup \Delta (A)}.

## Digrafo di un ordine

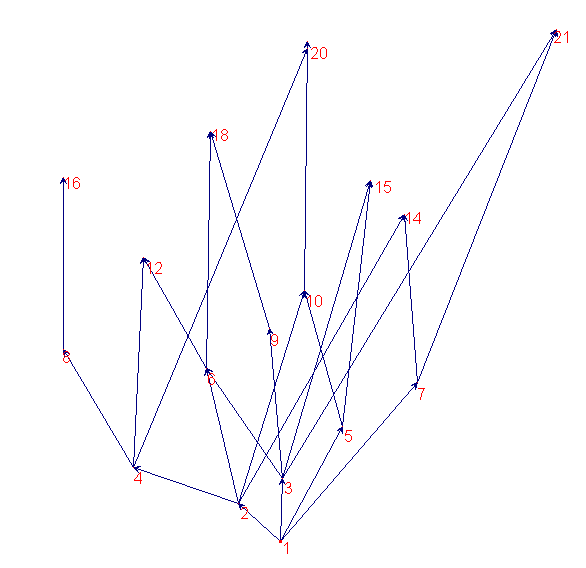
Grafo della relazione di divisibilità

Se l'insieme {\displaystyle A} è finito o numerabile la relazione d'ordine si può rappresentare visivamente mediante un digrafo (risp. finito o numerabile) i cui nodi sono gli elementi di {\displaystyle A} e tale che due nodi {\displaystyle a} e {\displaystyle b} sono connessi da un arco se e solo se {\displaystyle a\leq b} e non ci sono elementi intermedi tra di loro (cioè non esiste nessun {\displaystyle c\neq a,b} tale che {\displaystyle a\leq c} e {\displaystyle c\leq b}). Il grafo di una relazione d'ordine non può avere cicli, mentre può avere più componenti connesse e da ogni suo nodo può entrare ed uscire qualsiasi numero di archi. Se il grafo è numerabile, da un nodo possono entrare o uscire infiniti archi (questo è il caso della relazione di divisibilità).

## Ordini semplici, lineari e totali
Due elementi {\displaystyle a} e {\displaystyle b} di un insieme parzialmente ordinato {\displaystyle (A,\leq )} si dicono confrontabili se accade che {\displaystyle a\leq b} oppure che {\displaystyle b\leq a}.
In generale, due elementi di una relazione d'ordine parziale possono non essere confrontabili, cioè non sono necessariamente in relazione fra di loro. Ad esempio in {\displaystyle \mathbb {N} \backslash \{0\}} munito della relazione di divisibilità, gli elementi 2 e 3 non sono in relazione perché nessuno dei due è divisore dell'altro.
Un insieme si dice un ordine semplice o lineare, oppure ordine totale se per ogni {\displaystyle a,b\in A}, {\displaystyle a} e {\displaystyle b} sono confrontabili (ossia vale {\displaystyle a\leq b} oppure {\displaystyle b\leq a}).
Il digrafo di un insieme totalmente ordinato si può rappresentare come un segmento o una retta o una semiretta su cui giacciono tutti i nodi (corrispondenti a tutti gli elementi dell'insieme).

## Catene e anticatene
Sia un ordine {\displaystyle (A,\leq )}, si dice catena ogni sottoinsieme {\displaystyle Y\subseteq A} tale che la relazione d'ordine ridotta a {\displaystyle Y} costituisce un ordine semplice.
Si dice invece anticatena dell'insieme parzialmente ordinato {\displaystyle (A,\leq )} un sottoinsieme {\displaystyle Y\subseteq A} i cui elementi sono mutuamente inconfrontabili. Una anticatena dell'insieme parzialmente ordinato delle divisibilità è fornita dall'insieme dei numeri primi.

### Esempio
Per l'insieme parzialmente ordinato della divisibilità, sono catene gli insiemi delle potenze positive di un numero primo e più in generale i sottoinsiemi ottenuti con un processo che inizia considerando un intero positivo e prosegue aggiungendo ad ogni passo un multiplo dell'intero aggiunto in precedenza. Si possono considerare catene finite o infinite; il processo precedente può essere finito o illimitato.

## Maggiorante e minorante
Sia {\displaystyle (A,\leq )} un insieme parzialmente ordinato (poset) e {\displaystyle \varnothing \neq S\subseteq A}. Allora si dice che un elemento {\displaystyle y\in A} è un maggiorante di {\displaystyle S} se {\displaystyle x\leq y} per ogni {\displaystyle x\in S}.
Analogamente, in modo duale, un elemento {\displaystyle y\in A} si definisce un minorante di un insieme {\displaystyle S} se {\displaystyle y\leq x} per ogni {\displaystyle x\in S}.
Se {\displaystyle S} ammette almeno un maggiorante (minorante), allora si dice che {\displaystyle S} è un sottoinsieme limitato superiormente (inferiormente).
Un sottoinsieme che possiede sia maggioranti che minoranti si dice limitato d'ordine.
Se l'insieme {\displaystyle S} è un insieme numerico con cardinalità maggiore di uno ({\displaystyle |S|>1}), allora scegliendo un suo sottoinsieme {\displaystyle S_{2}\subseteq S} con cardinalità uguale a 2 ({\displaystyle |S_{2}|=2}), si può definire il minimo tra i due soli elementi, {\displaystyle a} e {\displaystyle b} con la seguente relazione:
{\displaystyle \min\{a,b\}=\mathbf {1} _{\mathbb {R} ^{-}}(a-b)(a-b)+b.}
Il massimo tra i due elementi si trova invece con la seguente espressione:
{\displaystyle \max\{a,b\}=\mathbf {1} _{\mathbb {R} ^{+}}(a-b)(a-b)+b,}
dove con {\displaystyle \mathbf {1} } si è indicata la funzione indicatrice.

### Elementi massimali e minimali
Sia {\displaystyle (A,\leq )} un ordine. Si dice che {\displaystyle m} è l'elemento minimo di {\displaystyle A} se {\displaystyle m\leq a} per ogni {\displaystyle a\in A}.
Si definisce elemento massimo di {\displaystyle A} un {\displaystyle y\in A} tale che {\displaystyle a\leq y} per ogni {\displaystyle a\in A}.
Vi sono ordinamenti per cui non esiste l'elemento minimo (rispettivamente, massimo); si mostra facilmente che se esiste un elemento minimo (rispettivamente, massimo) esso è unico. Quando esistono, l'elemento massimo e l'elemento minimo di {\displaystyle A} si indicano rispettivamente come {\displaystyle \max A} e {\displaystyle \min A}.
Su ordini non semplici è utile definire altri due concetti: quello di elemento minimale e massimale.
- {\displaystyle m} si dice elemento minimale di {\displaystyle A} se {\displaystyle a\in A,\ a\leq m\;\Rightarrow \;a=m}.
- {\displaystyle M} è invece un elemento massimale se {\displaystyle a\in A,\ M\leq a\;\Rightarrow \;a=M}.

In generale, massimo ed elemento massimale non corrispondono allo stesso elemento. Si consideri come esempio l'insieme {\displaystyle \{2,3,4,5,6\}} fornito della relazione di divisibilità: esso non ammette né massimo né minimo, ma per esempio 3 è un elemento minimale, poiché {\displaystyle x\mid 3} è soddisfatto solo per {\displaystyle x=3}. Si presti attenzione inoltre che l'elemento 3 non può essere massimale. Se così fosse, allora 3 non dividerebbe nessun altro elemento dell'insieme, ma {\displaystyle 3\mid 6} che dimostra l'assurdità della asserzione dato che {\displaystyle 3\neq 6}. Addirittura 5 è sia elemento massimale che minimale, poiché non è in relazione con nessun altro elemento dell'insieme diverso da se stesso. Dall'esempio è facile intuire che le due definizioni (massimo ed elemento massimale; minimo e elemento minimale) coincidono in presenza di un ordine semplice.

### Estremo superiore ed inferiore
Sia {\displaystyle (A,\leq )} un ordine e sia {\displaystyle \varnothing \neq S\subseteq A}. Definiamo:
{\displaystyle M_{S}=\{x\in A:x{\text{ è maggiorante di }}S\};}
{\displaystyle m_{s}=\{x\in A:x{\text{ è minorante di }}S\}.}
Allora si definiscono:
- estremo superiore di {\displaystyle S} il {\displaystyle \min M_{S}}; quando esiste è indicato con {\displaystyle \sup S};
- estremo inferiore di {\displaystyle S} il {\displaystyle \max m_{S}}; quando esiste è indicato con {\displaystyle \inf S}.

Osserviamo che, dato un sottoinsieme, non è detto che esso ammetta un minimo o un massimo, e dunque non è detto che esistano gli estremi superiori e inferiori.

### Segmenti iniziali e finali
Sia {\displaystyle (A,\leq )} un insieme ordinato e un sottoinsieme {\displaystyle S\subseteq A}, allora {\displaystyle S} è detto:
- segmento iniziale di {\displaystyle A}, se dati due elementi {\displaystyle x\in S} e {\displaystyle y\in A}, si ha che {\displaystyle y\leq x\Rightarrow y\in S};
- segmento finale di {\displaystyle A}, se analogamente {\displaystyle x\leq y\Rightarrow y\in S}.

In altre parole, gli elementi di {\displaystyle S} non ammettono (rispettivamente) minimo o massimo al di fuori da {\displaystyle S}.

## Ordinamenti ben fondati
Una relazione d'ordine su un insieme {\displaystyle A} si dice "ben fondata" o buon ordinamento se ogni sottoinsieme {\displaystyle Y\subseteq A} non vuoto è dotato di minimo.
Un tipico esempio di buon ordinamento è quello che stabilisce la relazione d'ordine standard sull'insieme {\displaystyle \mathbb {N} } dei numeri naturali. L'affermazione che i naturali sono un insieme ben ordinato, ossia che ogni sottoinsieme {\displaystyle X} di {\displaystyle \mathbb {N} } ha un minimo viene talvolta chiamata principio del buon ordinamento e si può dimostrare essere equivalente al principio di induzione.

### Il teorema del buon ordinamento
Il teorema del buon ordinamento (da non confondere con il principio del buon ordinamento) asserisce che su ogni insieme non vuoto può essere definita una relazione d'ordine ben fondata (o buon ordinamento). Tale enunciato è equivalente all'assioma della scelta (cioè assumendolo vero si può dimostrare l'assioma della scelta e viceversa).

## Prodotto cartesiano di ordini
Il prodotto cartesiano di due insiemi parzialmente ordinati può essere munito anch'esso di un ordine in più modi:
- secondo il criterio dell'ordine lessicografico;
- secondo il confronto "termine a termine" {\displaystyle (a_{1},b_{1})\leq (a_{2},b_{2})} se {\displaystyle a_{1}\leq a_{2}} e {\displaystyle b_{1}\leq b_{2}} (l'ordine così formato è detto il prodotto diretto dei due ordini);
- secondo la relazione {\displaystyle (a_{1},b_{1})\leq (a_{2},b_{2})} se {\displaystyle a_{1}<a_{2}\land b_{1}<b_{2}} o {\displaystyle a_{1}=a_{2}\land b_{1}=b_{2}}.

Se i due ordini sono semplici, lo è anche l'ordine lessicografico, ma non necessariamente gli altri due.

## Funzioni e relazioni d'ordine
Siano {\displaystyle (A,\leq )} e {\displaystyle (P,\preccurlyeq )} due ordini e sia {\displaystyle f\colon A\to P}.
- {\displaystyle f} si dice monotona se {\displaystyle x\leq y\Rightarrow f(x)\preccurlyeq f(y)} per ogni {\displaystyle x,y\in P}.
- {\displaystyle f} si dice antitona se {\displaystyle x\leq y\Rightarrow f(x)\succcurlyeq f(y)} per ogni {\displaystyle x,y\in P}.